# 東門橋
24°07′57.64″N 120°41′58.01″E / 24.1326778°N 120.6994472°E
東門橋，位於臺灣臺中市東區，跨越旱溪，承載道路爲振興路，是聯絡太平區的重要橋梁之一。
現在所見到的東門橋是於2003年7月重建完成。該橋以三個「人」字型的設計來紀念桃芝風災中於該處舊橋喪生的一家三口，因而獲得2008年金路獎之特殊貢獻獎項。詳見後述。

## 概述
東門橋設計為「單跨度單拱肋三叉型鋼橋」，橋面結構為「鋼床鈑系統」，鋼拱呈大「人」字弧型，鋼索下端另有三具較小之人字型，象徵父母對子女之慈愛呵護。東、西側分別與旱溪東路及旱溪西路交叉。該橋長160公尺，原寬20公尺，重建後寬27.5公尺，設置中央分隔島及雙向四車道。橋二側亦設有人行道。

## 歷史
舊東門橋原建於台灣日治時期，橋面為混凝土結構。1945年中華民國接管臺灣後，附近居民漸聚集，該橋之負載量亦隨之漸增。先後共有二次拓寬計畫。桃芝風災前即成寬20公尺，長160公尺之混凝土橋。
2001年7月30日，颱風桃芝重創台灣，造成全台103人死亡，111人失蹤；當日一早臺中市政府以氣象評估未達放颱風假標準，故宣佈照常上班上課，上午卻因風雨加劇才再緊急宣佈當天下午放假，家住台中東區的婦人吳瑍貞駕車載就讀台中一中的兒子楊喆翔回家，回程行經河水暴漲的舊東門橋時，正巧遇到橋面斷裂導致人車雙雙墜入河中，幾日後也只尋獲殘破的車體，婦人的丈夫楊松林難以承受失去妻兒之痛，二週後於東門橋附近落水身亡。
台中市政府取得由行政院九二一震災災後重建推動委員會補助新台幣1億1千萬元重建經費後，由劦盛顧問公司負責設計，於2004年7月完成東門橋重建。新的東門橋兩端設計為人字型，加上橋中央三個較小的人字型，以紀念喪生的楊松林一家三口。此項設計除在結構上表現出極大張力外，亦宛如父母守護著小孩，共同伸張手臂相連成一弧形保護傘，象徵永遠保護橋上熙攘往來的人群。
2008年中華民國交通部頒發金路獎，共有62個交通單位獲獎。其中特殊貢獻獎的部分，為紀念東門橋之特殊意義，因此由重建東門橋的台中市政府、劦盛顧問公司及台中一中獲得。

## 特色
東門橋之銀灰色橋體，與不遠處淺綠色之東昇橋互相輝映，成為台中市東區及旱溪上最醒目之地標。

## 圖片集

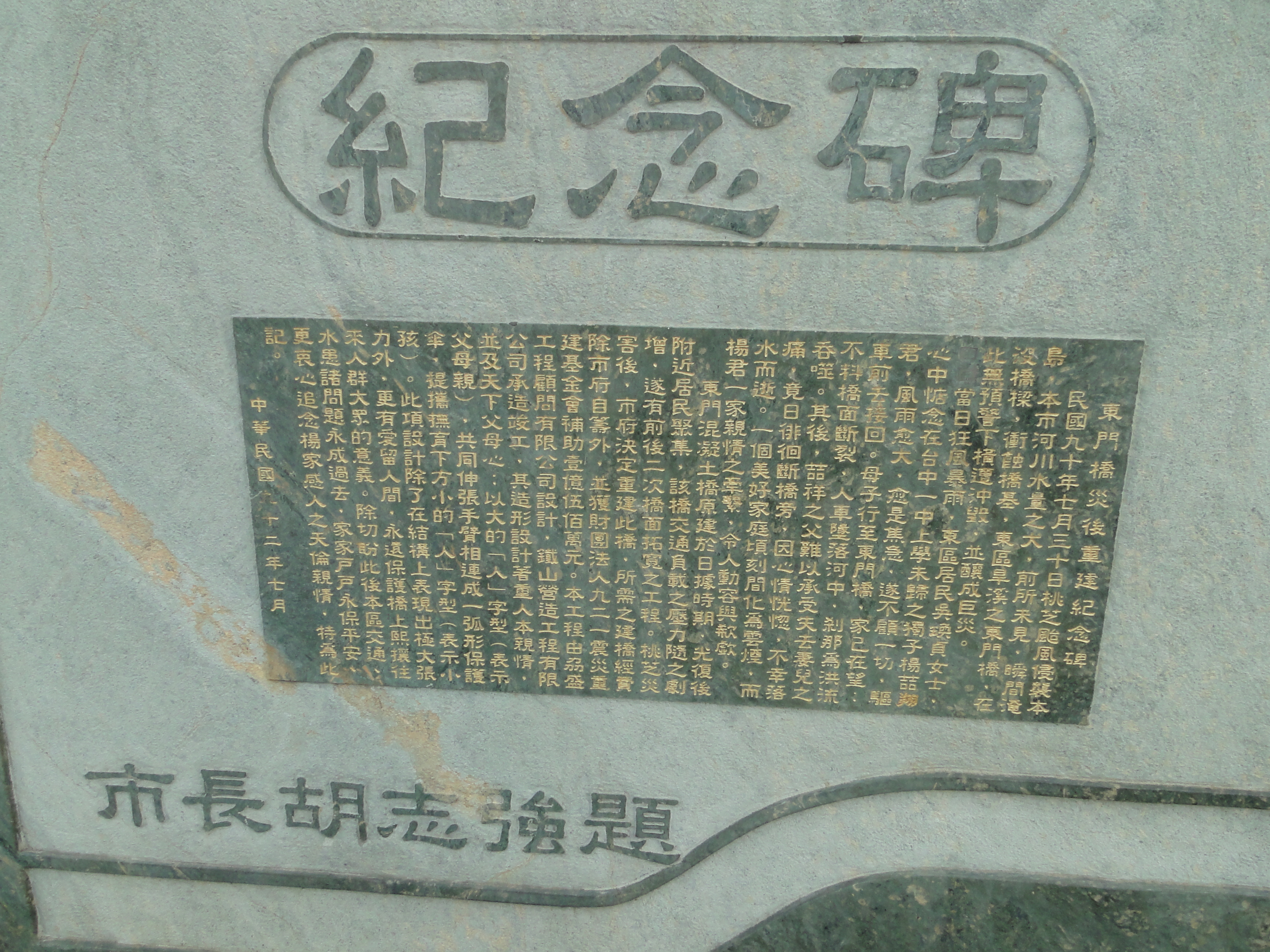
東門橋重建紀念碑
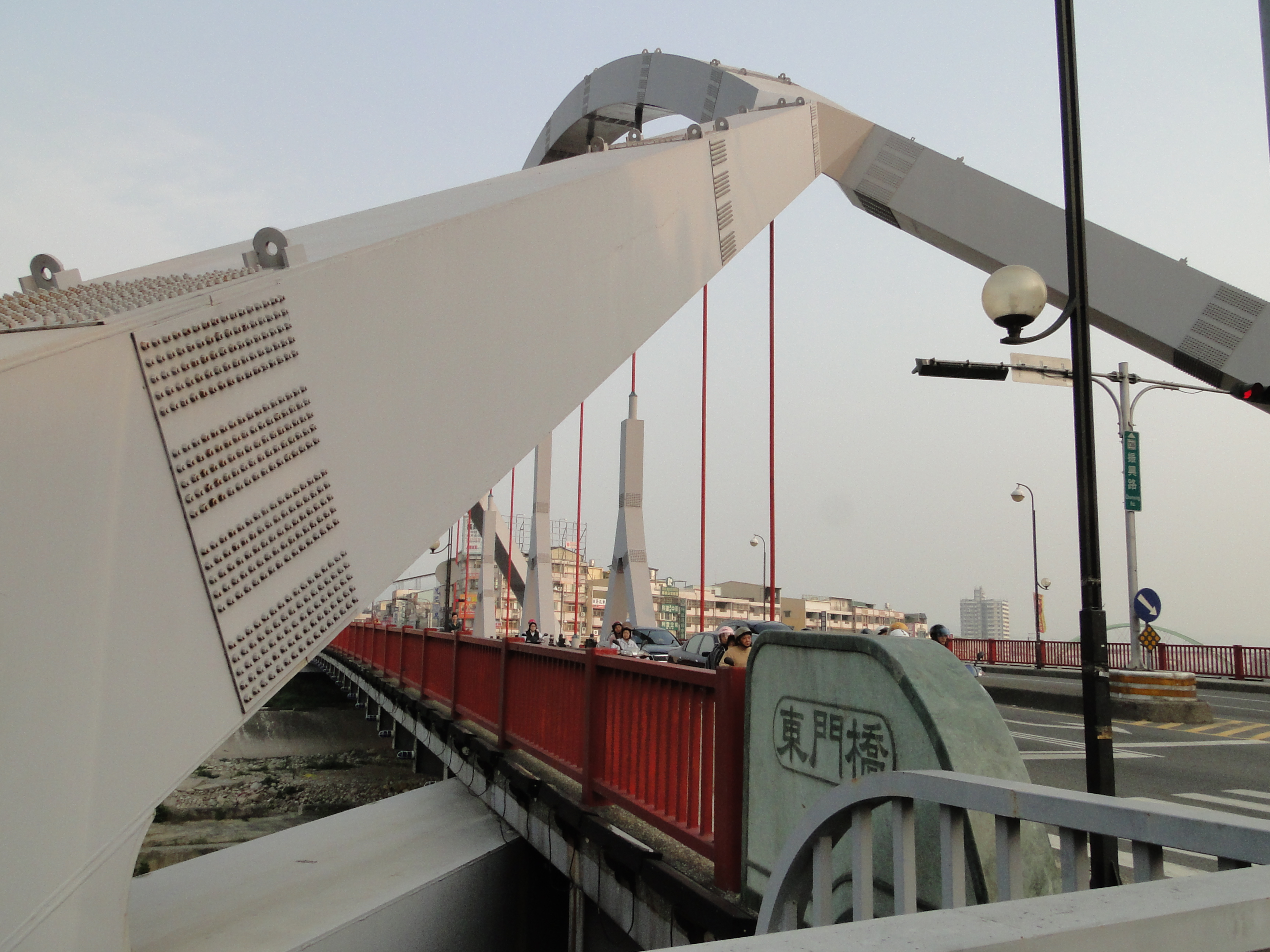
東門橋，攝於旱溪西路端
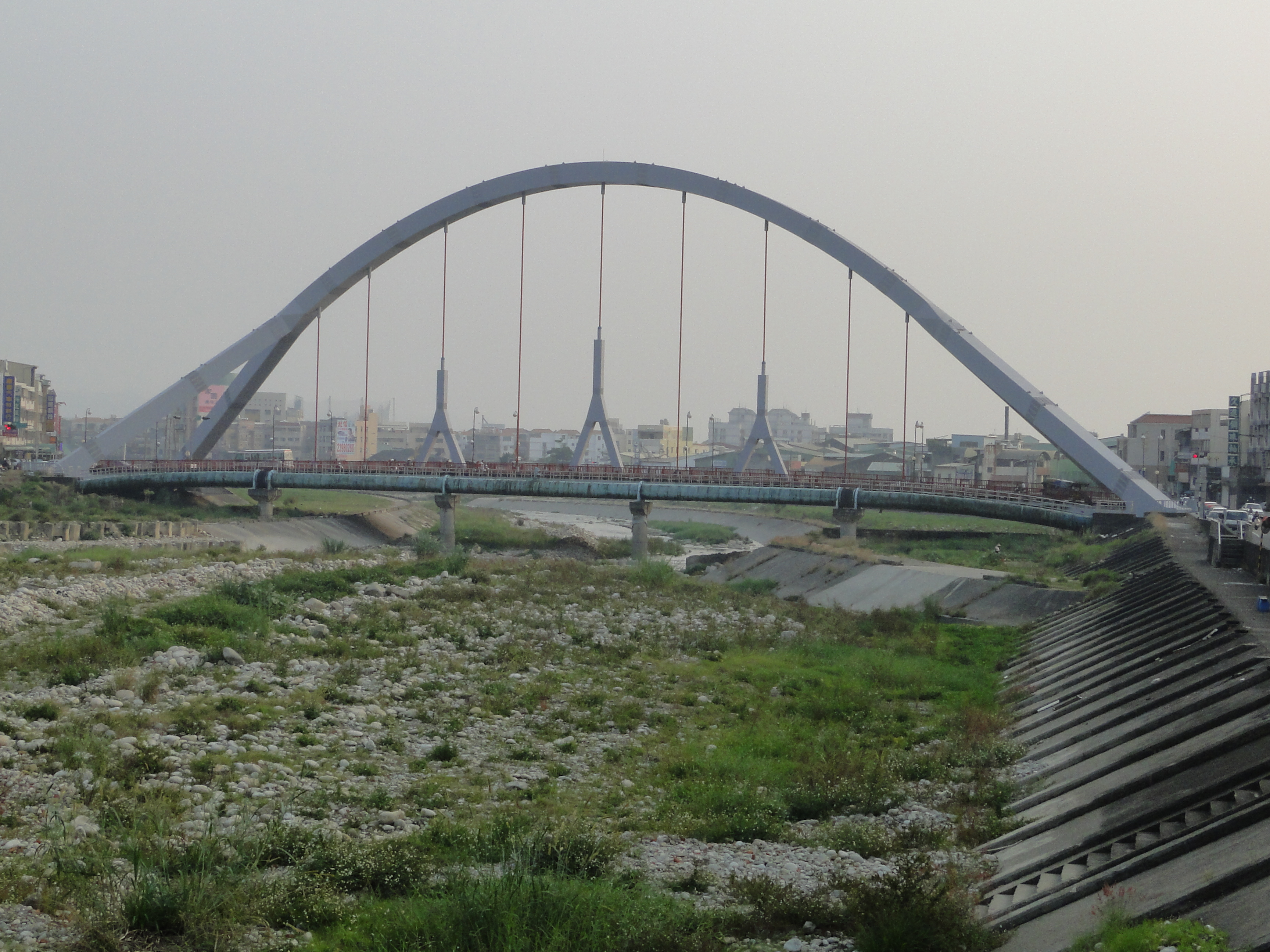
東門橋全景，攝於該橋北方之育英橋

## 相關連結
- （繁體中文）2008年交通部金路獎頒獎盛況 （页面存档备份，存于）